# R-330J Jitel

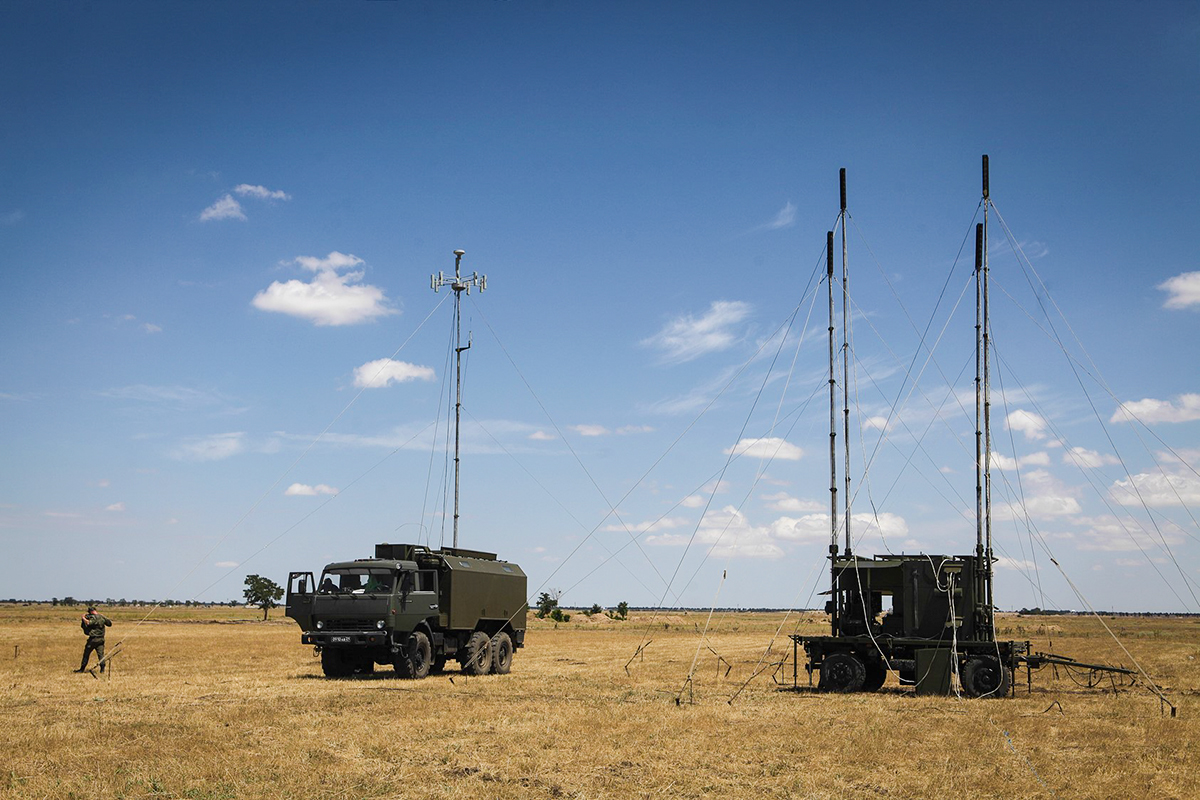
Sur véhicule porteur KamAZ-5350

R-330J « Jitel » (russe : Житель, ciseau) est un ensemble ou un système d'installations de guerre électronique  russe de type station de brouillage. 

## Description
Le système peut détecter, localiser et brouiller le système de téléphonie mobile GSM dans les gammes de fréquences 900, 1800 et 1900 Mhz . Le système peut également brouiller la navigation GPS , la téléphonie par satellite Inmarsat et la connexion par satellite Iridium . Le système peut utiliser des plates-formes telles que des camions, des véhicules blindés, des navires, des avions, des hélicoptères et souvent des drones. Il peut être configuré individuellement avec des opérateurs dans chaque élément, ou configuré comme un système de nœuds avec télécommande à partir de l'unité de contrôle R-330KMK (Diabazole). La portée de brouillage est de 20 à 30 kilomètres du brouilleur, selon la visibilité libre (LOS) et la géographie en général,,,,,,,. Le système est souvent utilisé en Ukraine,,. Il utilise le véhicule porteur KamAZ-5350.

## Utilisation
Le R-330J Jitel a été utilisé durant l'invasion de l'Ukraine par la Russie en 2022 où plusieurs exemplaires ont été détruits ou pris par l'armée ukrainienne.

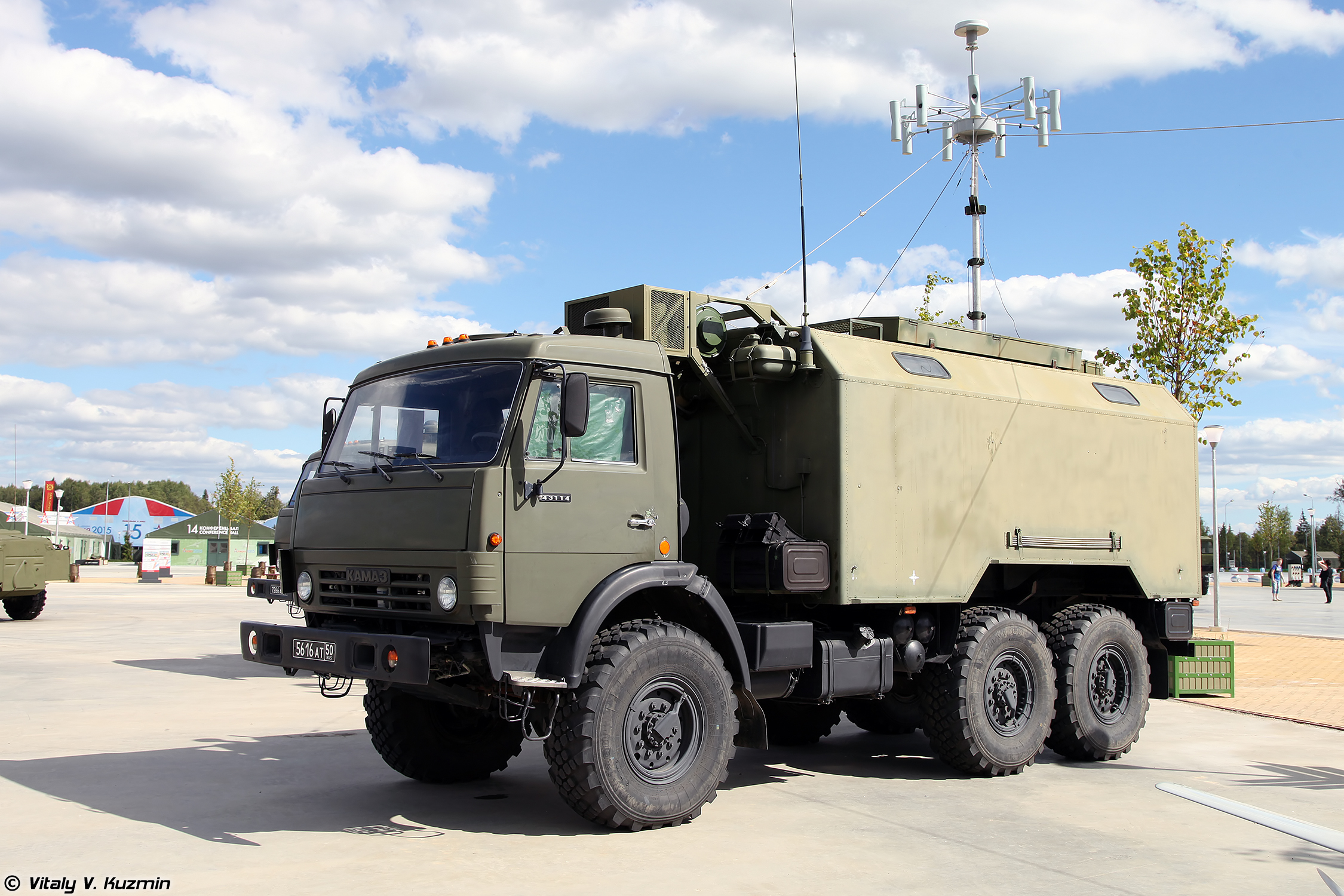
Sur véhicule porteur KamAZ-5350
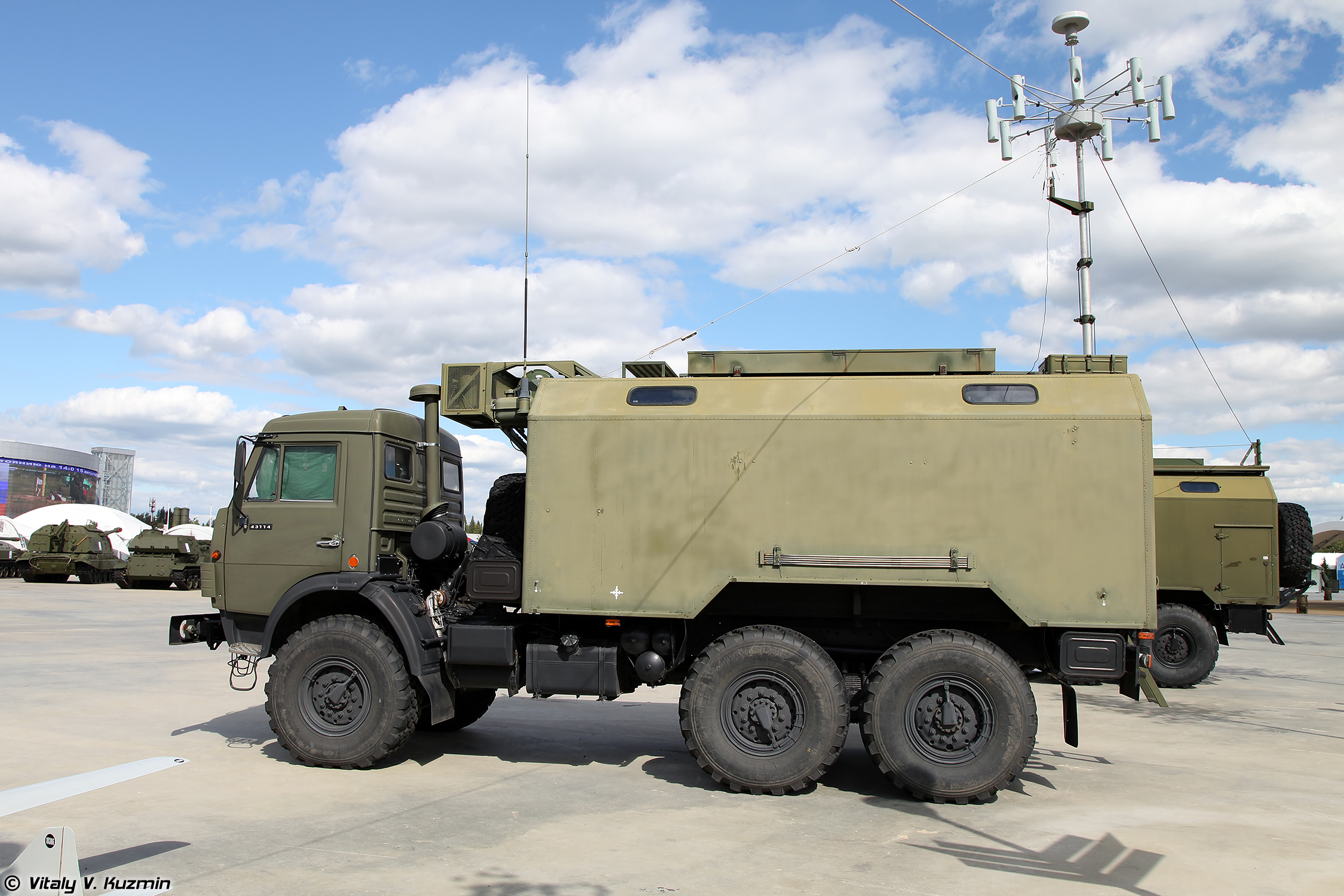
Sur véhicule porteur KamAZ-5350